# Bjørnstjerne Bjørnson

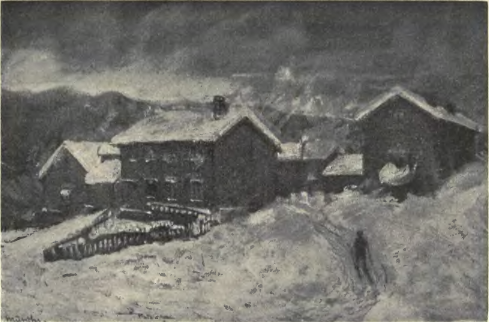
Ilustración de la finca familiar en Kvikne, de Gerhard Munthe (c. 1907).

Bjørnstjerne Martinus Bjørnson /[²bjøːɳstjæːɳə [²bjøːɳsɔn/ (Kvikne, 8 de diciembre de 1832-París, 26 de abril de 1910) fue un escritor noruego que recibió el tercer premio Nobel de Literatura en 1903. Bjørnson también es célebre por la letra al Himno Nacional noruego, "Ja, vi elsker dette landet".

## Biografía
Bjørnson era descendiente de una antigua familia de campesinos; sus padres fueron Peder Bjørnson e Inger Elise Nordraak. Se casó en 1858 con Karoline Reimers, con quien tuvo seis hijos: el actor y director teatral Bjørn Bjørnson (1859-1942), Einar Bjørnson (1864-1942), el político Erling Bjørnson (1868-1959); la mezzosoprano Bergliot Bjørnson (1869-1953), casada con el político Sigurd Ibsen; Dagny Bjørnson (1871-1872) y Dagny Bjørnson (1876-1974).
Hizo sus primeros estudios en Molde. Fuera de la escuela, leyó ávidamente las antiguas sagas, las novelas de Bernhard Severin Ingemann y Walter Scott y los textos de Peter Christen Asbjörnsen. Participó como ardiente republicano en la Revolución de 1848. Llegado a la Universidad de Cristianía, la abandonó muy pronto para dedicarse a la literatura y la crítica teatral, y se trasladó a Copenhague. Dirigió el teatro de Bergen (1856-1859) y el de Cristianía (1865-1867), y fundó en esta última ciudad uno propio (1877-1882). 
Realizó largos viajes a Italia, los Estados Unidos y Alemania. Fue periodista de la oposición democrática, adversario de la unión entre Noruega y Suecia y partidario de la izquierda radical. En 1903 recibió el premio Nobel de literatura.
Escribió bajo la inspiración del romanticismo medievalizante Entre batallas, El rey Sverre y Sigurd Slembe. Las enseñanzas de Georges Brandes le hicieron pasar a escribir dramas de tesis —como Recién casados, El periodista, Una quiebra, Leonarda, Un guante y Más allá de las fuerzas humanas—. Siguieron las novelas y narraciones La hija del pescador, El capitán Mansana y Las sendas de Dios. En 1870 publicó las poesías dispersas por sus escritos con el título de Poesías y cantos con partituras de Edvard Grieg, Halfdan Kjerulf y su primo Rikard Nordraak, entre otros. También cultivó la comedia ligera con piezas como Amor y geografía o Cuando florece la vida nueva.

## Obra

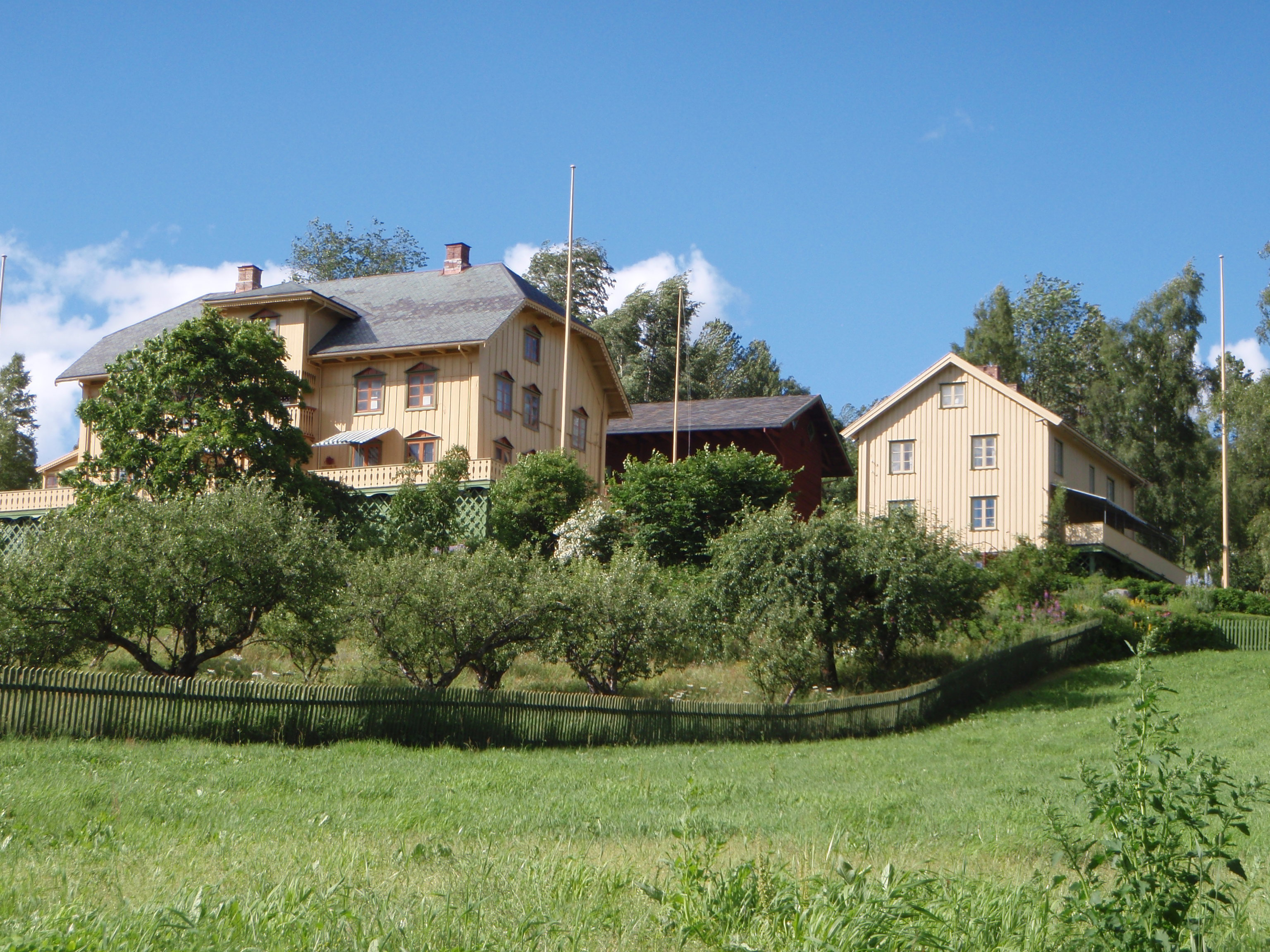
Su vivienda, en la actualidad

Sus novelas primigenias, como Synnove Solbakken (1857), trataban sobre la vida campesina. En sus obras posteriores —entre las cuales hay dramas, como Kong Sverre (1858), Sigurd Slembe (trilogía, 1862) y En Fallit (1874); comedias, como Nygifte (1865); y narraciones, como Magnhild (1877)—, pudo demostrar la vida y costumbres de su país, y sus temas principales eran de reforma social. En sus obras mostró opiniones liberales y democráticas, promulgó el individualismo y la fe en la verdad y la naturaleza. 
De su obra poética se puede mencionar Bergliot (poema épico, 1865) y la recopilación de poesías que lo erigieron como poeta nacional, Digte og sange (1870), de la que se destaca la conocida Ja, vi elsker dette landet (Sí, amamos esta tierra), musicalizada por Rikard Nordraak, que se ha convertido en el himno nacional noruego.